# Estadio municipal de Chaves
El Estadio Municipal de Chaves o Estadio Municipal Eng. Manuel Branco Teixeira es un estadio multiusos portugués inaugurado en Chaves en 1930 utilizado principalmente para la práctica del fútbol, siendo el recinto donde el principal equipo de la región de Trás-os-Montes, el Grupo Desportivo de Chaves, disputa sus partidos como local.
Además, ha sido sede de diferentes partidos de selecciones, siendo los más habituales los correspondientes a la categoría sub-21, aunque el estadio es más conocido en la actualidad por ser el lugar donde el futbolista Cristiano Ronaldo hizo su debut con la selección absoluta portuguesa el 20 de agosto de 2003, en un partido amistoso frente a la selección kazaja.

## Partidos de la selección absoluta de Portugal
A lo largo de la historia del estadio han sido dos veces las ocasiones en las que la selección portuguesa ha disputado algún encuentro. El primero de ellos se produjo en el año 2000 en el que los lusos derrotaron por 3-0 a la selección galesa en un amistoso de preparación para la Eurocopa 2000. En el segundo, jugado el 20 de agosto de 2003, se produjo la victoria por 1-0 frente a la selección kazaja en un partido en el que debutó el jugador portugués Cristiano Ronaldo.
| #  | Fecha     | Resultado | Rival      | Competición |
| -- | --------- | --------- | ---------- | ----------- |
| 1. | 2-6-2000  | 3:0       | Gales      | Amistoso    |
| 2. | 20-8-2003 | 1:0       | Kazajistán | Amistoso    |